# València i la instauració borbònica
A la mort sense descendència de Carles II es va produir un conflicte dinàstic que va desembocar en la Guerra de Successió, una contesa de dimensions europees que va tindre al territori valencià un dels seus escenaris. Després de la coronació a Madrid de Felip V de la Casa de Borbó el 1701, València es va mantindre lleial al nou monarca fins a l'arribada a la ciutat de tropes de l'arxiduc Carles d'Àustria el 1705. L'arxiduc va fer la seua entrada triomfal al setembre de 1706 i va ser reconegut com a rei, però el seu regnat a penes va durar uns mesos. El 25 d'abril de 1707 les tropes borbòniques derrotaven les austriacistes en la batalla d'Almansa.
Després de la seua victòria, Felip V decretava la nova planta, és a dir, l'abolició dels furs valencians i l'acomodament del regne i de la seua capital a les lleis i costums de Castella. El govern municipal va patir una profunda transformació i els càrrecs van deixar de ser electius per a passar a ser de designació directa del monarca, venals i hereditaris, i en la seua major part van ser ocupats per aristòcrates, en molts casos forans.
Des del començament de l'etapa borbònica València es va haver d'acostumar a la presència de tropes. Per a aquarterar-les, i també per a assegurar l'ordre a la ciutat, es va construir la Ciutadella al costat del convent de Sant Doménec, una fortificació que tenia dos baluards a l'exterior i una robusta torrassa que apuntava a l'interior de l'urbs. A més, es van utilitzar diferents edificis per a allotjament de tropes, com la mateixa Llotja, que va servir de quarter fins a 1762.
En l'àmbit econòmic, durant el segle xviii València va viure una etapa de recuperació recolzada en la manufactura de teixits de seda i diverses activitats industrials, com la taulelleria. Segons fonts de l'època, la seda donava treball de forma directa o indirecta, a més de 25.000 persones i va conformar la fisonomia de tot un barri, el de Velluters, a més d'influir en bona part en el paisatge de l'horta, els seus camins vorejats de moreres i les seues alqueries d'altes andanes per a la cria del cuc. El Col·legi de l'Art Major de la Seda era l'encarregat de regular una professió, la de velluter, cada vegada més apartada del marc gremial i més pròxima a la proletarització. Donades les deficiències de les instal·lacions portuàries, la producció es trametia per terra a Cadis, des del port de la qual era redistribuïda, de manera que tenia especial acollida al mercat americà.
El XVIII va ser el segle de les idees, el segle de les llums. El pensament il·lustrat nascut a França va trobar a València un ressò fervent, i va tindre noms de reconegut prestigi europeu, com Gregori Maians o Pérez Bayer. Ells i els més destacats pensadors francesos o alemanys del moment mantenien correspondència, encara que el seu treball els portara a vegades lluny de València. En este ambient d'exaltació de les idees pren cos el 1776 la Societat Econòmica d'Amics del País, introductora de nombroses millores en la producció agrícola i industrial i promotora de diverses institucions econòmiques, cíviques i culturals.